# Рубинштейн, Сусанна Яковлевна
Суса́нна Я́ковлевна Рубинште́йн (3 июня 1911, Одесса, Российская империя — 18 февраля 1990, Москва, СССР) — советский психолог.

## Биография
Родилась в Одессе на 11-й станции Большого Фонтана. Её мать Хана Рубинштейн была одной их первых женщин — преподавателей математики в мужской гимназии; отец — мировым судьёй.
В 1932 году окончила педагогический факультет 2-го МГУ. В 1938 поступила в аспирантуру к А. Р. Лурии. В годы Второй мировой войны работала под руководством Лурии на Урале в нейрохирургическом восстановительном госпитале № 3120 в посёлке Кисегач Каслинского района Челябинской области. В 1945 г. защитила кандидатскую диссертацию по теме «Восстановление трудоспособности после военных травм мозга». С 1946 г. работала в лаборатории патопсихологии НИИ судебной психиатрии им. Сербского. С 1952 г. читала курс лекций по психологии умственно отсталых детей на дефектологических факультетах МГПИ им. В. И. Ленина и МГЗПИ. В 1956 г. под руководством К. К. Платонова приняла участие в создании одной из первых психологических лабораторий в авиационной психологии. С 1957 по 1977 работала в лаборатории патопсихологии Московского НИИ Психиатрии Минздрава РСФСР. В 1972 г. защитила диссертацию на соискание учёной степени доктора психологических наук. Диссертация посвящена экспериментально-психологическому исследованию слуховых иллюзий и галлюцинаций при различных психических заболеваниях. С 1977 по 1987 работала в Московском детском психоневрологическом санатории № 44.
Умерла в Москве 18 февраля 1990 года. Похоронена в Москве на Миусском кладбище.

## Вклад в развитие отечественной психологии
С. Я. Рубинштейн занималась проблемами восстановления трудоспособности после военных травм и ранений. Вместе с А. В. Запорожцем разрабатывала методику восстановительной трудотерапии при ранении верхних конечностей. Проводила психологический анализ трудоспособности больных с различными мозговыми нарушениями и показала, что больные даже со значительными поражениями головного мозга усваивали необходимые навыки приобретения новой профессии. Она отмечает, что у этих больных было адекватное отношение к труду; они правильно оценивали и предвидели, что приобретаемые ими знания пригодятся в последующей жизни. Совершенно иначе протекал процесс овладения навыками у больных с поражениями лобных долей мозга. Рубинштейн показала, что этим больным было нетрудно усвоить отдельные приёмы работы, они овладевали легко техническими операциями; у них не отмечалась истощаемость, которая снижала работоспособность у других больных. Но именно эти больные оказались единственной группой больных, которые не получили нужных навыков. Анализируя причину неуспешных попыток обучения больных с поражениями лобных долей мозга, Рубинштейн показала, что у этой группы больных не было стойкого отношения к продукту своей деятельности, не было критического отношения к себе, не было внутренней коррекции своих действий. Рубинштейн написала значимые работы по экспериментально-психологическому исследованию слуховых иллюзий и галлюцинаций при различных психических заболеваниях. С. Я. Рубинштейн отмечала, что в большинстве случаев невозможно установить непосредственную связь между галлюцинацией и объектом, что не говорит об отсутствии объекта. Связь между объектом и возникающим образом может быть сложно замаскирована или опосредована, она может представлять собой связь следового порядка, но положение, что первоначальной причиной всякого психического акта является внешнее раздражение, относится и к нарушенной деятельности анализатора. С. Я. Рубинштейн пришла к выводу, что одним из важных патогенетических условий формирования галлюцинаций является затруднённость прислушивания и распознавания звуков. На основе своих экспериментальных данных она утверждает что неправомерно определять галлюцинации как ложные восприятия, возникающие без наличия обусловливающих их раздражителей, во внешней или внутренней среде. Различные раздражители способны возбудить содержание через сложную цепь ассоциаций, промежуточные звенья которой могут ускользнуть. Связь образа с наличными раздражителями трудно поддаётся прослеживанию, она часто маскируется, но она существует. С. Я. Рубинштейн разработала много патопсихологических методик для исследования людей с разными психическими заболеваниями. Занималась исследованиями в области психологии умственно отсталых детей. Ею написан классический учебник «Психология умственно отсталого школьника».

## Труды
- Рубинштейн С. Я. Экспертиза и восстановление трудоспособности после военных травм мозга//Невропатология военного времени.- М.,1946.
- Рубинштейн С. Я. Экспериментальные методики патопсихологии.- М.,1970.
- Рубинштейн С. Я. Экспериментальное исследования обманов слуха//Вопросы психологии.- М.,1970.
- Рубинштейн С. Я. Исследования распада навыков и психических больных позднего возраста//Вопросы экспериментальной психологии.- М.,1965.
- Рубинштейн С. Я. Психология умственно отсталого школьника (idem, idem).- М.,1986.
- Рубинштейн С. Я. Экспериментальные методики патопсихологии.- М.,1999
- Рубинштейн С. Я. Экспериментальные методики патопсихологии и опыт применения их в клинике. Практическое руководство.- М.,2007.